# Ancho de banda (informática)

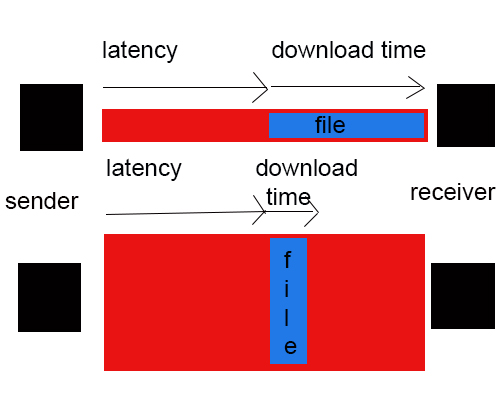
Latencia versus ancho de banda.

En computación de redes y en biotecnología, ancho de banda digital, ancho de banda de red o simplemente ancho de banda es la medida de datos y recursos de comunicación disponible o consumida expresados en bit/s o múltiplos de él como serían los Kbit/s,Mbit/s y Gigabit/s.
Ancho de banda puede referirse a la capacidad de ancho de banda o ancho de banda disponible en bit/s, lo cual típicamente significa el rango neto de bits o la máxima salida de una huella de comunicación lógico o físico en un sistema de comunicación digital. La razón de este uso es que de acuerdo a la Ley de Hartley, el rango máximo de transferencia de datos de un enlace físico de comunicación es proporcional a su ancho de banda(procesamiento de señal)|ancho de banda en hertz, la cual es a veces llamada "ancho de banda análogo" en la literatura de la especialidad.
Ancho de banda puede también referirse a ancho de banda consumido (consumo de ancho de banda), que corresponde al throughput o goodput conseguido; esto es, la tasa media de transferencia de datos exitosa a través de una vía de comunicación. Este significado es usado por ejemplo en expresiones como prueba de ancho de banda, conformación del ancho de banda, gerencia del ancho de banda, medición de velocidad del ancho de banda, límite del ancho de banda(tope), asignación de ancho de banda, (por ejemplobandwidth allocation protocol y dynamic bandwidth allocation), entre otros. Una explicación a esta acepción es que la anchura de banda digital de una corriente bits es proporcional a la anchura de banda consumida media de la señal en Hertz (la anchura de banda espectral media de la señal analógica que representa la corriente de bits) durante un intervalo de tiempo determinado.
Ancho de banda digital puede referirse también a bitrato medio después de multimedia compresión de datos (codificación de fuente), definida como la cantidad total de datos dividida por el tiempo del sistema de lectura.
Algunos autores prefieren menos términos ambiguos tales como grueso de índice bits, índice binario de la red, capacidad de canal y rendimiento de procesamiento, para evitar la confusión entre la anchura de banda digital en bits por segundo y la anchura de banda análoga en hertzios.

## Ancho de banda en almacenamiento web
En almacenamiento web u hospedaje web, el término "ancho de banda" es comúnmente utilizado para describir la cantidad de datos transferidos hacia o desde el sitio web a través de un tiempo previamente determinado. Otra frase más específica para esta acepción de ancho de banda es transferencia de datos mensual.
Las compañías de hospedaje comúnmente ofrecen una cuota mensual límite de ancho de banda para un sitio web, por ejemplo, 250 gigabytes por mes. Si la cantidad total de datos descargada desde el sitio web en un mes en particular alcanza ese límite, la compañía de hospedaje puede bloquear el acceso al sitio por lo que reste del mes.
Cuando un sitio web crece en popularidad o excede sus límites de ancho de banda, los administradores de red pueden reducir el uso del ancho de banda empleando técnicas de optimización de ancho de banda

## Anchos de banda en conexiones a Internet
Esta es una tabla que muestra los máximos anchos de banda de diferentes tipos de conexiones a la Internet:
| 56 kbit/s     | Módem / Marcado telefónico |
| 1.544 Mbit/s  | T1                         |
| 2.048 Mbit/s  | E1                         |
| 10 Mbit/s     | Ethernet                   |
| 11 Mbit/s     | Inalámbrico 802.11b        |
| 43.232 Mbit/s | T3                         |
| 54 Mbit/s     | Inalámbrico-G 802.11g      |
| 100 Mbit/s    | Ethernet Rápida            |
| 155 Mbit/s    | OC3                        |
| 300 Mbit/s    | Inalámbrico-N 802.11n      |
| 622 Mbit/s    | OC12                       |
| 1000 Mbit/s   | Ethernet Gigabit           |
| 2.5 Gbit/s    | OC48                       |
| 9.6 Gbit/s    | OC192                      |
| 10 Gbit/s     | Ethernet de 10 Gigabit     |

## Ancho de banda vs. velocidad vs. rendimiento
En muchas ocasiones se confunden los términos ancho de banda, velocidad y rendimiento.
El ancho de banda es la cantidad de información o datos que se reciben, mientras que la velocidad hace referencia a la rapidez a la que esos datos se reciben o descargan. El rendimiento, por su parte, es la cantidad de información que se entrega con éxito en una determinada cantidad de tiempo. Teniendo en cuenta que el ancho de banda calcula la cantidad de datos que atraviesa la interfaz de la red, independientemente de si esos datos llegan realmente a su destino, el rendimiento siempre será menor que el ancho de banda.